# Siniq

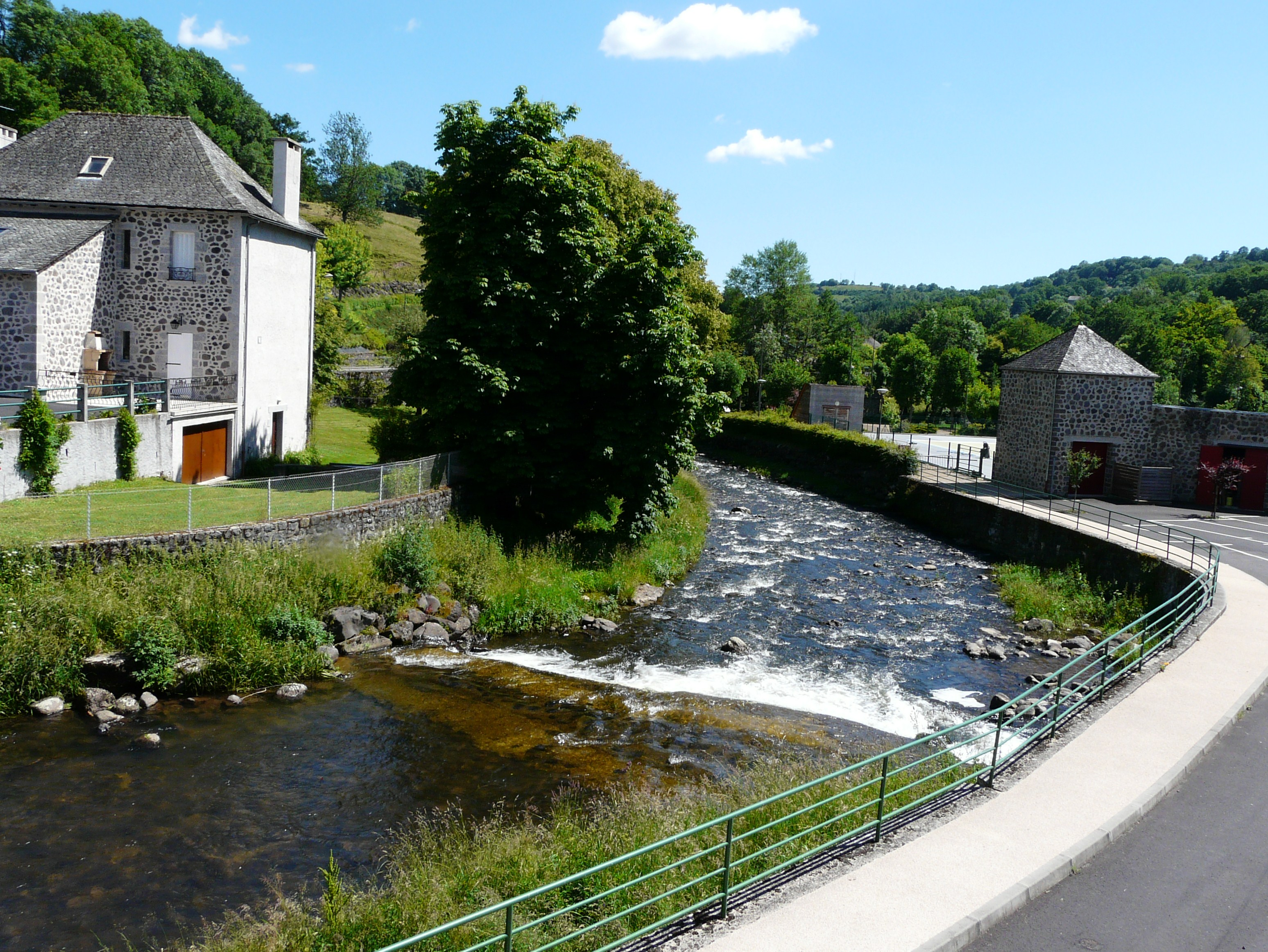
Der Siniq etwa 300 Meter vor dem Zusammenfluss mit der Bromme, Brommat, Aveyron, Frankreich (2016)

Der Siniq ist ein Fluss in Frankreich, der in den Regionen Auvergne-Rhône-Alpes und Okzitanien verläuft. Er entspringt  im Süden des Regionalen Naturparks Volcans d’Auvergne, an der Gemeindegrenze von Pailherols und Malbo, entwässert generell Richtung Süd bis Südwest und mündet nach rund 29 Kilometern am südlichen Ortsrand von Brommat als linker Nebenfluss in die Bromme. Auf seinem Weg durchquert der Siniq die Départements Cantal und Aveyron.

## Orte am Fluss
(Reihenfolge in Fließrichtung)
- Malbo
- Thérondels
- Brommat